# The Globe Sessions
The Globe Sessions (pubblicato nel 1998) è il terzo album in studio della cantautrice statunitense Sheryl Crow, e uno di suoi maggiori successi. Ricevette tre nomination ai Grammy Award, come migliore album dell'anno, migliore album rock, e album meglio prodotto, e vinse gli ultimi due. Raggiunse la posizione #2 delle classifiche di vendita del Regno Unito e la #5 delle classifiche di Billboard, vendendo oltre due milioni di copie negli Stati Uniti.

## Tracce
Tutti i brani sono scritti da Sheryl Crow eccetto dove indicato altrimenti
1. My Favorite Mistake (Crow, Jeff Trott) – 4:08
2. There Goes the Neighborhood (Crow, Trott) – 5:02
3. Riverwide – 4:07
4. It Don't Hurt (Crow, Trott) – 4:49
5. Maybe That's Something (Crow, Trott) – 4:17
6. Am I Getting Through (Part I & II) – 5:31
7. Anything But Down – 4:17
8. The Difficult Kind – 6:19
9. Mississippi (Bob Dylan) – 4:41
10. Members Only – 4:57
11. Crash and Burn – 11:20

- Crash and Burn (0:00 - 6:40) contiene una traccia nascosta chiamata Subway Ride (7:10 - 11:20). La versione giapponese dell'album contiene due tracce bonus, Carolina e Resuscitation (Crow, Trott), mentre la Australian Tour Edition (pubblicata nel 1999) contiene Resuscitation e una cover di Sweet Child o' Mine dei Guns N' Roses e un CD extra con sei brani live registrati a Toronto il 13 novembre del 1998:

1. A Change Would Do You Good – 4:04
2. Riverwide – 4:32
3. It Don't Hurt - 5:26
4. Strong Enough – 3:17
5. The Difficult Kind – 6:42
6. Everyday Is a Winding Road – 6:22

## Singoli
Dall'album furono estratti tre singoli: My Favorite Mistake, There Goes the Neighborhood e Anything But Down.